# Universidade Técnica de Gdańsk

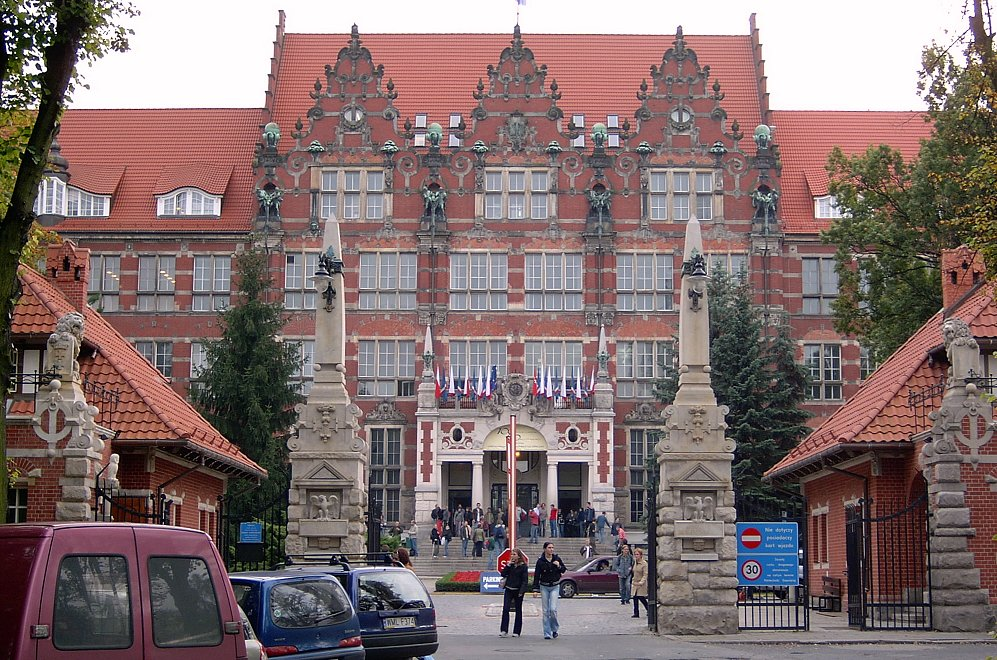
Entrada principal da universidade

A Universidade Técnica de Gdańsk (em polonês: Politechnika Gdańska) é uma universidade técnica localizada em Gdańsk, na Polônia.
É a maior universidade técnica na região da Pomerânia e uma das mais antigas universidades técnicas na Polônia.